# I’ll Be Lovin’ U Long Time
Az I’ll Be Lovin’ U Long Time Mariah Carey amerikai popénekesnő harmadik kislemeze E=MC² című albumáról. Számos európai országban, ahol a Bye Bye nem jelent meg, ez volt az album második kislemeze.
A közepes tempójú dal részletet használ fel a DeBarge Stay with Me című számából. Carey júniusban jelentette be, hogy ez a dal lesz a harmadik kislemez, amikor Japánban járt az album promóciója miatt. Megjelent egy remixe is, melyben T.I. rappel; a videóklip ehhez a változathoz készült.

## Megjelentetése
A dalt elsőként Japánban adták ki, ahol Carey júniusi promóciós turnéja során élőben is előadta a 2008-as japán MTV Video Awards díjkiosztón. A dal egy a japán baseballmeccs tévés közvetítésének a főcímzenéje is volt, a meccset Carey is nézte május 28-án. Japánból az énekesnő Hawaiira repült, hogy leforgassa a videóklipet.
Az I’ll Be Lovin’ U Long Time-ot 2008. július 1-jén küldték el az urban, rhythmic-crossover és popzenei rádióknak. A remixet ugyanekkor adták hozzá az iTunes-hoz. A dal a 62. helyen nyitott a Billboard Hot R&B/Hip-Hop Songs slágerlistán, amelyen ez Carey 45. dala.
A dal hallható a 2008-ban megjelent Ne szórakozz Zohannal! című filmben, melyben az énekesnő kisebb szerepet kapott.

## Fogadtatása
A Los Angeles Times azt írta a dalról az albumról írt kritikájában: „Az I’ll Be Lovin’ You Long Time-ban olyan közvetlenül, sallangoktól mentesen énekel, hogy az már-már megdöbbentő – mint smink nélkül látni egy dívát.” A Fox News szerint a dalban „épp csak annyi újítás van, hogy sikerüljön elérnie a legkiszámíthatatlanabb dolgot: hogy rádiós sikerré váljon”. Az AllMusic szerint a dalban megvan az a könnyedség, ami az album nagy részéből hiányzik
A Slant Magazine kritikája kevésbé volt kedvező, szerintük a dalban „Mariah nevetséges és betegesen nincs semmi önkritikája”, a dal úgy hangzik, mint „ballagási dal keresztezve egy '80-as évekbeli vígjátéksorozat főcímdalával”.
A remixről a Blender magazin írt kritikát, melyben megjegyezte, hogy Carey „tiszta pophangulatban van, híres hangterjedelmét kordában tartja, és közel marad a dallamhoz”, a dal pedig „késői, de nagyszerű új benevező a nyár dala címért”.

## Videóklip és remixek
Carey Japánból Hawaiira repült leforgatni a dal videóklipjét. A forgatás 3 napig tartott, 2008. június 8-tól 10-ig. A rendező Chris Applebaum, aki Rihanna Umbrella című dalának klipjét is rendezte. A videóklipet először a BET 106 & Park című műsorában mutatták be, 2008. július 3-án este 6-kor (ET/PT), majd a Yahoo! Musicon aznap éjfélkor. A TRL-en július 7-én adták először. Az iTunes-on július 10-én jelent meg.
A BET 106 & Park Top 10 Live műsorában 17 napig állt az első helyen; a brit MTV Base Chart műsorában szintén az első helyre került, Ázsiában a Chart Attack műsorban pedig a 2. helyre.

### Remixpályázat
2008. július 11-én bejelentették, hogy július 15-én remixpályázat kezdődik: az Indaba Music közzétette weboldalán a dal zenei alapjait, hogy aki részt vesz a pályázaton, az remixelhesse a dalt. A győztes jutalma 5000 dollár és a remixe hivatalosan is megjelenhet A versenyt a The Progressions duó nyerte.

## Megjelenési dátumok
| Régió              | Dátum                | Formátum                 |
| ------------------ | -------------------- | ------------------------ |
| Japán              | 2008. május 31.      | letöltés, rádiós játszás |
| USA                | 2008. július 1.      | letöltés, rádiós játszás |
| Európa             | 2008 július          | rádiós játszás           |
| Franciaország      | 2008. augusztus 12.  | bakelit                  |
| Olaszország        | 2008. szeptember 1.  | rádiós játszás           |
| Egyesült Királyság | 2008. augusztus 11.  | letöltés                 |
| Egyesült Királyság | 2008. szeptember 15. | bakelit                  |
| Ausztrália         | 2008. szeptember 15. | rádiós játszás           |
| Brazília           | 2008 október         | rádiós játszás           |

### Hivatalos remixek, verziók listája
- I’ll Be Lovin’ U Long Time (Album/Main Version) – 3:01
- I’ll Be Lovin’ U Long Time (Radio Edit) – 3:11
- I’ll Be Lovin’ U Long Time (Instrumental) – 3:10
- I’ll Be Lovin’ U Long Time (Remix feat. T.I.) – 3:50
- I’ll Be Lovin’ U Long Time (Remix feat. LL Cool J) – 3:26
- I’ll Be Lovin’ U Long Time (Remix feat. LL Cool J and Ghostface Killah)
- I’ll Be Lovin’ U Long Time (The Progressions Remix)

## Változatok
12" maxi kislemez (USA)
1. I’ll Be Lovin’ U Long Time (Album Version)
2. I’ll Be Lovin’ U Long Time (Instrumental)
3. I’ll Be Lovin’ U Long Time (Remix featuring T.I.)
4. I’ll Be Lovin’ U Long Time (Instrumental)

## Helyezések
| Slágerlista (2008)                         | Legmagasabb helyezés |
| ------------------------------------------ | -------------------- |
| USA Billboard Hot 100                      | 58                   |
| USA Billboard Hot R&B/Hip-Hop Songs        | 36                   |
| USA Billboard Pop 100                      | 50                   |
| Brit kislemezlista                         | 84                   |
| Brit rádiós lista                          | 8                    |
| Észt rádiós lista                          | 21                   |
| Francia rádiós top 100                     | 45                   |
| Holland kislemezlista                      | 148                  |
| Japán Hot 100                              | 27                   |
| Kanadai Hot 100                            | 69                   |
| Litván rádiós lista                        | 38                   |
| Olasz FIMI kislemezlista                   | 60                   |
| Panamai rádiós lista                       | 38                   |
| Szlovák IFPI kislemezlista                 | 39                   |
| Venezuelai rádiós lista (nemzetközi dalok) | 14                   |